# Sibbo å
Sibbo å (finska: Sipoonjoki) är ett vattendrag i Finland.   Det ligger i landskapet Nyland, i den södra delen av landet, 25 km nordost om huvudstaden Helsingfors.